# Justicia wrightii
Justicia wrightii är en akantusväxtart som beskrevs av Asa Gray. Justicia wrightii ingår i släktet Justicia och familjen akantusväxter. Inga underarter finns listade i Catalogue of Life.